# 浅野弘樹
浅野 弘樹（あさの ひろき）は、東京都出身のアームレスラー。

## 略歴
2002年に東京都江東区で開催されたAJAF主催腕腕道場杯でビギナーとしてデビュー。